# Mansfield, Victoria
Mansfield är en ort i Australien. Den ligger i kommunen Mansfield och delstaten Victoria, omkring 130 kilometer nordost om delstatshuvudstaden Melbourne.
Runt Mansfield är det mycket glesbefolkat, med 2 invånare per kvadratkilometer.. Det finns inga andra samhällen i närheten. 
Trakten runt Mansfield består till största delen av jordbruksmark. Genomsnittlig årsnederbörd är 1 627 millimeter. Den regnigaste månaden är juni, med i genomsnitt 193 mm nederbörd, och den torraste är januari, med 71 mm nederbörd.